# Boronia albiflora
Boronia albiflora är en vinruteväxtart som beskrevs av Robert Brown och George Bentham. Boronia albiflora ingår i släktet Boronia och familjen vinruteväxter. Inga underarter finns listade i Catalogue of Life.